# Еврей Зюсс (фильм, 1940)
«Еврей Зюсс» (нем. Jud Süß) — немецкий пропагандистский фильм 1940 года выпуска. Режиссёр Файт Харлан. После Второй мировой войны был запрещён союзниками. В современной Германии его показ допускается только с разрешения Фонда Фридриха Вильгельма Мурнау в учебно-просветительских целях с обязательным вступительным словом киноведа или историка.

## Предыстория
С 1733 по 1737 год Зюсс Оппенгеймер был придворным финансистом Карла Александра Вюртембергского. После смерти высокого покровителя его казнили перед воротами Штутгарта 4 февраля 1738 года. Оппенгеймер слыл личностью противоречивой и незаурядной. Его жизнь была отражена в хрониках, легендах и гравюрах.
В 1827 году Вильгельм Гауф написал повесть «Еврей Зюсс». В 1926 году последовал одноимённый роман Лиона Фейхтвангера, который был экранизирован Лотаром Мендесом в 1934 году в Великобритании. Конрад Фейдт сыграл в этой экранизации заглавную роль.
К сюжету неоднократно обращались и германские национал-социалисты. В 1933 году в Фюрте состоялась премьера спектакля по пьесе «Еврей Зюсс» Ойгена Ортнера. В 1936 году под названием «Еврей Зюсс на виселице» была опубликована национал-социалистическая трактовка истории. Чтобы придать ей большую достоверность, её автор Оскар Герхардт использовал некоторые архивные материалы. В начале 1939 года возникла идея фильма. Людвиг Метцгер и Эберхард Вольфганг Мёллер работали над сценарием по мотивам повести Гауфа, Петер Пауль Брауэр был предусмотрен в качестве режиссёра. В декабре 1939 года министр пропаганды Йозеф Геббельс поручил постановку фильма Файту Харлану, который переписал довольно слабый сценарий. Съемки заняли всего четырнадцать недель — с 15 марта по конец июня 1940 года. Премьера состоялась 5 сентября 1940 года на кинофестивале в Венеции.

## Сюжет
В 1733 году герцог Карл Александр Вюртембергский, которому катастрофически не хватает денег, назначает своим финансистом зажиточного франкфуртского торговца ювелирными украшениями Зюсса Оппенгеймера. Оппенгеймер вводит таможенные сборы за пользование мостами и придумывает всё новые налоги, чтобы снабдить герцога деньгами. Постепенно он усиливает своё влияние на безвольного и слабохарактерного покровителя, который предоставляет ему полную свободу действий. При этом Оппенгеймер действует не только в своих личных интересах. Он добивается от герцога снятия запрета на проживание евреев в Вюртемберге. Кроме того, Зюсс подстрекает герцога нарушить конституцию: если тому удастся лишить власти земские представительства, он станет единоличным правителем. Нищие грязные евреи появляются на чистых улицах Штутгарта. Земские представительства выступают против герцога и его придворного еврея, который выжимает из них все соки. Два курьера объявляют герцогу о народном восстании, и тот умирает от кровоизлияния в мозг. Зюсса Оппенгеймера арестовывают и отдают под суд.
Ещё по пути в Штутгарт Оппенгеймер познакомился с Доротеей, дочерью консультанта земского представительства Штурма. Зюсс просит у него руки дочери, но получает отказ: «Моя дочь не будет плодить еврейских детей». Ночью он выдает её замуж за помолвленного с ней Фабера. Оппенгеймер распоряжается арестовать Штурма за подрывные действия, несколько часов спустя в его западню попадает и Фабер, у которого находят секретное послание заговорщиков. Доротея просит Зюсса освободить пленников. Тот видит, что пришёл час расплаты за нанесенное ему оскорбление. Чтобы сделать Доротею податливой, он приказывает пытать Фабера, который отказывается выдать имена сообщников. Как только белый платок исчезнет из окна Зюсса, Фабер перестанет кричать от боли (заимствование из оперы «Тоска»). Обесчещенная Доротея идёт топиться.
Предметом суда становятся не политические интриги Оппенгеймера и финансовая эксплуатация вюртембергских крестьян, так как герцог предоставил ему полную свободу действий. К смерти его приводит изнасилование Доротеи. Штурм нашёл старый свод законов, из которого он зачитывает приговор: «Если еврей совокупляется с христианкой, он должен быть лишен жизни путём повешения в заслуженное наказание и в назидание другим».
Еврея Зюсса казнят в клетке. Евреям вновь запрещают проживать в Вюртемберге. Фильм заканчивается торжественными словами Штурма: «И пусть наши потомки строго следуют этому закону, дабы избежать горя, которое угрожает всей их жизни и крови их детей и детей их детей».

## В ролях
- Фердинанд Мариан — Зюсс Оппенгеймер
- Кристина Зёдербаум — Доротея Штурм-Фабер
- Генрих Георге — Карл Александр, герцог Вюртембергский
- Хильда фон Шольц — герцогиня Вюртембергская
- Вернер Краус — раввин Лоев / секретарь Леви / Исаак Шехтер / Альт
- Ойген Клёпфер — Штурм
- Альберт Флорат — Обрист Редер
- Мальт Ягер — Фабер
- Теодор Лоос — барон Франц Иосиф фон Ремшинген
- Эльза Эльстер — Лузиана
- Вальтер Вернер — Фебелькорн
- Шарлотта Шульц — фрау Фебелькорн
- Рейнхольд Бернт — палач
- Генрих Шрот — герр фон Неуффер

## Значение фильма
18 августа 1940 года Геббельс записал в свой дневник: «Фильм Харлана „Еврей Зюсс“ — очень крупная, гениальная постановка. Антисемитский фильм, какой мы только можем себе пожелать. Я этому очень рад». В рейхе фильм посмотрели более 20 миллионов зрителей. Он целенаправленно использовался в рамках преследования евреев, в частности, мотивация казни Зюсса нормализовывала репрессии за «осквернение расы». Наряду с фильмом «Вечный жид» Фрица Хипплера фильм адаптировал национал-социалистическую идеологию для широкой публики. Оба фильма содержат предупреждение о том, что евреи склонны к ассимиляции и этим особенно опасны, поскольку маскируются под арийцев.
30 сентября 1940 года Генрих Гиммлер отдал следующее распоряжение: «необходимо позаботиться о том, чтобы СС и полиция в полном составе в течение зимы посмотрели фильм „Еврей Зюсс“». На оккупированных восточных территориях фильм показывали для подогрева погромных настроений.

## После войны
В 1947 году журнал «Weltbühne» напечатал письмо Лиона Фейхтвангера, которое тот опубликовал в 1941 году в Нью-Йорке (на английском языке — апрель 1941 года, на немецком — июнь 1941 года) как открытое письмо семи актёрам «Еврея Зюсса», ошибочно полагая, что речь идет об экранизации его романа:
Можно будет увидеть и услышать, как вы вывернули наизнанку историю этого еврея, о котором все вы знали, что он был большим человеком. И никакие попытки оправдаться не помогут вам, ибо всем вам было хорошо известно, что с самого зарождения фильма у его создателей не было ни малейшего следа творческой свободы, одна лишь тенденция, глупость и низость которой всем очевидна.
Файт Харлан отреагировал открытым письмом Фейхтвангеру 12 декабря 1947 года:
Фильм показывает борьбу между антисемитами и евреями. Таким образом, вопреки вашему утверждению, это не антисемитский фильм. То, что антисемиты говорят как нацисты и проповедуют идеологию Розенберга, лежит в природе вещей. Я признаю, что сегодня невыносимо слышать антисемитские высказывания, но как можно изобразить антисемита, не дав ему возможности открыть рот. (…)
Я полагаю, что почти все действия, которые еврей Зюсс предпринимает в фильме ради евреев, находящихся под угрозой, находят одобрение у всех людей, не являющихся антисемитами. Выступающий же за беззаконие окажется на стороне тех, кто творит беззаконие в фильме. (…)

Названные Вами семеро актёров, выполняя бескультурнейшее и человеконенавистническое задание, сумели добиться того, что этот фильм стал в первую очередь художественным событием, а не политическим. Все порядочные люди, которые его видели, Вам это подтвердят.
24 июля 1948 года накануне процесса против него Харлан написал письмо эмигрировавшему в Нью-Йорк раввину Иоахиму Принцу, с которым он был знаком:
Это будет сенсационный процесс первого ранга. Обвиняемым будет фильм «Еврей Зюсс». Обвинение гласит: подстрекательский фильм, который очерняет евреев и тем самым призывает к погромам. Ответом моего адвоката будет: не подстрекательство, а описание еврейской проблематики средствами искусства, не искаженная картина, а показ существенного, человеческого. О нажиме, которому подвергались все артисты, я в этом письме говорить не хочу. Я заверяю Вас тем не менее, что я не имел ничего общего ни с партией, ни с антисемитизмом, ни со всей национал-социалистической идеологией.

Горестная правда заключена в том, что в Германии совершено ужасное преступление против еврейского народа. Поэтому немцы не вправе говорить о человеческих аспектах еврейской проблемы, об этом может рассказывать лишь тот, на ком не лежит огромная вина. Но если моей защите придется говорить во имя торжества закона, следствием тому будет не мир, поддерживаемый желанием взаимопонимания и обоюдной толерантностью, а его противоположность.
Принц ответил на письмо Харлана (перевод И. Петрова):
И перверсивное искусство может быть совершенным. И если — как говорят — Ваш фильм является художественным явлением, то ему всеми средствами Вашего большого искусства удалось показать людям на «историческом» примере (какие исторические источники положены в основу фильма — другой вопрос), что евреями движут лишь жадность, жажда власти, разврат и глубочайшая подлость. И это в тот самый момент, когда те же слова немецкому народу кричали из тысячи мегафонов и не просто, чтобы занять время, а готовя величайшее массовое убийство в истории человечества.